# Eerste Kamerverkiezingen 1874
De Eerste Kamerverkiezingen 1874 waren reguliere Nederlandse verkiezingen voor de Eerste Kamer der Staten-Generaal. Zij vonden plaats op 15 juli 1874.
De verkiezingen werden gehouden voor een derde deel van de zittende leden van de Eerste Kamer van wie de zittingstermijn afliep. Bij deze verkiezingen kozen de leden van Provinciale Staten - die bij de Statenverkiezingen in mei 1874 gekozen waren - in negen kiesgroepen naar provincie dertien nieuwe leden.
De uitslag van de verkiezingen was als volgt:
| Groepering          | Zetels | Zetels | Zetels | Zetels | Zetels | Zetelverdeling naar provincie | Zetelverdeling naar provincie | Zetelverdeling naar provincie | Zetelverdeling naar provincie | Zetelverdeling naar provincie | Zetelverdeling naar provincie | Zetelverdeling naar provincie | Zetelverdeling naar provincie | Zetelverdeling naar provincie | Zetelverdeling naar provincie | Zetelverdeling naar provincie |
| Groepering          | 1871   | Af     | Bij    | 1874   | +/−    | Gr                            | F                             | D                             | O                             | Ge                            | U                             | NH                            | ZH                            | Z                             | NB                            | L                             |
| ------------------- | ------ | ------ | ------ | ------ | ------ | ----------------------------- | ----------------------------- | ----------------------------- | ----------------------------- | ----------------------------- | ----------------------------- | ----------------------------- | ----------------------------- | ----------------------------- | ----------------------------- | ----------------------------- |
| liberalen           | 17/18  | 9      | 9      | 18     | 0      | 2                             | 3                             |                               | 2                             | 3                             |                               | 2                             | 5                             | 1                             |                               |                               |
| gematigde liberalen | 11/12  | 9      | 9      | 12     | 0      |                               |                               |                               | 1                             | 1                             | 1                             | 3                             | 2                             | 1                             | 2                             | 1                             |
| katholieken         | 5      | 2      | 2      | 5      | 0      |                               |                               |                               |                               |                               |                               |                               |                               |                               | 3                             | 2                             |
| conservatieven      | 6/4    | 2      | 2      | 4      | 0      |                               |                               | 1                             |                               | 1                             | 1                             | 1                             |                               |                               |                               |                               |
| totaal              | 39     | 13     | 13     | 39     | 0      | 2                             | 3                             | 1                             | 3                             | 5                             | 2                             | 6                             | 7                             | 2                             | 5                             | 3                             |

## Gekozenen
Bij deze verkiezingen waren dertien leden aftredend, van wie twaalf herkozen werden. De stemming voor de resterende vacature had het volgende resultaat:
- Door Provinciale Staten van Utrecht werd Evert du Marchie van Voorthuysen (conservatieven) gekozen in de vacature ontstaan door het periodiek aftreden van Willem van Goltstein van Oldenaller die had aangegeven niet herkiesbaar te zijn vanwege zijn verkiezing tot lid van de Tweede Kamer.

De zittingsperiode van de Eerste Kamer ging in op 21 september 1874. De zittingstermijn van de gekozen Kamerleden bedroeg negen jaar.
*1850 · 1853 · 1856 · 1859 · 1862 · 1865 · 1868 · 1871 · 1874 · 1877 · 1880 · 1883 · *1884 · 1887 (I) · *1887 (II) · *1888 · 1890 · 1893 · 1896 · 1899 · 1902 · *1904 · 1907 · 1910 · 1913 · 1916 · *1917 · 1919 · *1922 · *1923 · 1926 · 1929 · 1932 · 1935 · *1937 · *1946 · *1948 · 1951 · *1952 · 1955 · *1956 (I) · *1956 (II) · 1960 · *1963 · 1966 · 1969 · *1971 · 1974 · 1977 · 1980 · *1981 · *1983 · *1986 · 1987 · 1991 · 1995 · 1999 · 2003 · 2007 · 2011 · 2015 · 2019 · 2023

* algemene verkiezingen in verband met vervroegde ontbinding van de Eerste Kamer

vanaf 1987 bedraagt de vaste zittingstermijn van de Eerste Kamer vier jaar